# Égide (bande dessinée)
Pour les articles homonymes, voir Égide (homonymie).
Égide est une série de bande dessinée de Weytens (scénario), Yan le Pon (story board), dessinée par Denis Rodier et Gabriel Morrissette et mise en couleur par Piero Bracconi.
La bande dessinée est publiée aux éditions Delcourt (collection Impact) dirigée par David Chauvel.

## Histoire
L’idée du groupe "Egide" vient de Marc De St Mont. Il proposa la création de ce groupe lors d’une réunion entre plusieurs dirigeants de services de renseignements européens. Ceux-ci trouvant leurs intérêts dans le fait que cette équipe peut agir indépendamment de la politique internationale et des méandres que cela implique. Égide sera une force d’intervention rapide mais ultra secrète. Les missions dépendront du comité des sept.
Ce comité, composé des sept dirigeants des services européens se concertent lors du choix des missions d’Égide. St MONT reste le maître d’Égide à cette condition. 
Ce groupe doit agir dans le secret le plus absolu, seuls quelques membres haut placés des gouvernements sont au courant de son existence. Ils font appel à lui au cas où leurs propres services se retrouveraient dans l’incapacité d’agir.
Le comité des sept est composé du Directeur de la DGSE, et des directeurs des services secrets Italiens, Allemands, Anglais (MI5), Espagnols, Portugais, Suédois et Turcs.
L’avantage d’Égide réside dans sa rapidité d’action et sa souplesse. DE St Mont n’a de compte à rendre qu’au comité des sept. Les missions principales d’Égide ont pour but de contrecarrer les plans de sabotages, d’espionnages ou d’enlèvements. On fait appel à eux en cas d’urgence ou d’impossibilité d’agir pour cause de géopolitique. 
Indépendant, des autres services d’espionnages et de contre-espionnages européens, Égide dispose des ressources financières de Marc de St Mont, ancien diplomate et homme politique de l’ombre, ainsi que d’un financement « officieux » provenant des sept services.
En échange de l’aide de son groupe, St Mont obtient du matériel militaire, des terrains, des véhicules ainsi que l’appuie logistique nécessaire à certaines opérations commando.
Leurs missions sont variées et polyvalentes. (Espionnage, contre-espionnage technologique, militaire ou politique, infiltration, enlèvements, investigations, rapatriement de fugitif ou d’otages…) Elles ont en communs la défense et la protection des intérêts Européens.
Les agents d’Égide disposent du droit de tuer restreint. En effet, pour rester le plus discret possible, de St Mont préfère éviter qu’Égide ne sème des cadavres. Ses hommes ont donc la permission de se défendre, mais ne sont pas des assassins. De St Mont refuse toutes les missions d’assassinats, estimant que ce n’est pas le rôle d’Égide. Ce principe a été édicté par lui à la création même d’Égide et accepté par le conseil des sept.
En ce mois de mai, Marc de St Mont a un rendez-vous sur le pont de Norrbro à Stockholm avec son vieil ami Anaké N'Bona, ce dernier lui exprime ces craintes, concernant un acte terroriste se préparant sur le sol européen. La mission d'Égide : trouver Gustave Tanokian, et le neutraliser afin qu'il ne puisse agir.

## Publication
- Tome 1 : Energy Business (2008), Delcourt (Collection Impact)
  - Scénario : Weytens
  - dessin : Denis Rodier
  - Story board: Yan Le Pon
  - couleur : Piero Bracconi

- Tome 2 : African power (2008), Delcourt (Collection Impact)
  - Scénario : Weytens
  - Story board: Yan Le Pon
  - dessin : Gabriel Morrissette, Denis Rodier
  - couleur : Piero Bracconi